# Hiroaki Okuno
Pour les articles homonymes, voir Okuno.
Hiroaki Okuno (奥埜 博亮, Okuno Hiroaki), né le 14 août 1989 dans la préfecture d'Osaka (Japon), est un footballeur japonais, alternant entre le milieu de terrain et l'attaque au Cerezo Osaka.

## Biographie
Le 16 mai 2015, il inscrit avec le Vegalta Sendai un doublé dans le championnat du Japon, sur la pelouse de l'Albirex Niigata.